# 彼方よりの挑戦
『彼方よりの挑戦』（かなたよりのちょうせん、原題：英: The Challenge from Beyond）は、アメリカ合衆国のSFファン雑誌『ファンタジー・マガジン』1935年9月3周年記念号に掲載されたリレー共作。
キャサリン・ルーシー・ムーア、エイブラハム・メリット、ハワード・フィリップス・ラヴクラフト、ロバート・アーヴィン・ハワード、フランク・ベルナップ・ロング5人による連作。ムーア、メリット、ハワードという錚々たる面々が指名され、そこにラヴクラフトとロングが加わるという、異色の顔ぶれであった。
ラヴクラフトは『時間からの影』のアイデアを先出ししている。芋虫生物はイースの大いなる種族の先行アレンジ版であり、大いなる種族への言及もある。文献「エルトダウン陶片」は、別の作家リチャード・F・シーライトのアイデアであり、アレンジした上で取り込んでいる。

## あらすじ

### 1章：CLムーア
大学講師ジョージ・キャンベルは、長期休暇でカナダの森林でキャンプをしているとき、立方体の水晶を拾う。中央には小さな円盤が嵌め込まれ、文字がびっしりと刻まれている。人工物の円盤を、長い年月を要する水晶質が取り囲んでいるのは、奇妙だ。

### 2章：Aメリット
水晶が音と燐光を発する。円盤が発光しているではないか。キャンベルは水晶に吸い込まれる。

### 3章：HPラヴクラフト
理解を超えた力でどこかへと飛翔するさなか、キャンベルは思考を巡らせる。あの立方体に似た何かについて、かつて地質学の研究資料で読んだことがあることを思い出す。それは30年前に英国で出土した「エルトダウン陶片」に記されていた。だがそれはまともな科学者による研究ではなく、ウィンタース＝ホール師という人物による解読である。
曰く、宇宙のどこかには、知性ある芋虫状生命体による帝国が存在する。彼らは、あらゆる世界に水晶形の装置をばらまき、罠にかかった相手と精神を交換するという。仮にライバルになり得ると判断されたら、その種族は絶滅させられる。はるかな太古、この水晶が地球に到来したとき、地球には円錐体生物が文明を築いており、彼らはまた違った方法による時空の精神旅行を行っていた。円錐体生物は、水晶体の正体と危険性に気づき、封印した。
キャンベルが気づいたとき、眼前の鏡面に映っていたのは、キャンベル自身の肉体ではなく、見るもおぞましい、淡い灰色の巨大な芋虫だった。

### 4章：REハワード
キャンベルは別の生物の肉体に閉じ込められた。遠く離れた地球の、抜け殻となったキャンベルの肉体には、化物が入っているのであろう。キャンベルは、この肉体で人生を歩む方が面白そうだと判断を下す。そして芋虫生物トートの脳に刻まれた記憶が流れ込み、この地が惑星イェーキュブであることを知る。トート＝キャンベルは、イェーキュブに帝王として君臨すると決意する。まず、目の前にいる筆頭科学者ユークスに、奇襲をかけて凶器をふるい殺す。続いて、建物の中を移動し、イェーキュブの最高神の間へと出る。
キャンベルは、祭壇の神を確保し、掌中に収める。芋虫人間どもの発想にない神性冒涜を、地球人キャンベルはやってのけた。芋虫どもの神を人質にとり、支配するのだ。

### 5章：FBロング
さて、地球では、トートの入ったキャンベルの肉体が、這って進む。キャンベルは野生の狐を噛み殺してむさぼり、湖に入り込み、溺死する。一人の漁師が溺死体を見つける。その顔は、確かに人間に似てはいるが、獣としか言いようのない表情を浮かべており、猟師は言い難い恐怖を覚える。
イェーキュブの神は、キャンベルが地球に残してきた肉体は、芋虫の精神で自滅するだろうと託宣する。芋虫の帝国は、新たに賢帝が統治する。

## 登場人物
- ジョージ・キャンベル - 大学に所属する地質学者。
- アーサー・ブルック・ウィンタース＝ホール師 - 1912年にエルトダウン陶片を解読した。
- トート - イェーキュブの芋虫生物。キャンベルと精神交換をした。
- ユークス - イェーキュブの芋虫生物。科学者。
- 紅の最高神 - イェーキュブの神。祭壇に祀られ、球体状をしている。

## 収録
- 国書刊行会『真ク・リトル・リトル神話大系2』『新編真ク・リトル・リトル神話大系2』浅間健訳「彼方よりの挑戦」
- 学研『文学における超自然の恐怖』「彼方からの挑戦」
- 星海社FICTIONS『狂気の山脈にて 新訳クトゥルー神話コレクション6』森瀬繚訳 『彼方よりの挑戦』